# Eucosia
Eucosia é um género botânico pertencente à família das orquídeas (Orchidaceae).